# Willem de Beer
Willem Frederik Andries de Beer (Pretoria, 14 marzo 1988) è un velocista sudafricano.
Ha rappresentato il Sudafrica ai Giochi olimpici estivi di Londra 2012.

## Palmarès
| Anno | Manifestazione      | Sede       | Evento      | Risultato | Tempo   | Note |
| ---- | ------------------- | ---------- | ----------- | --------- | ------- | ---- |
| 2011 | Universiadi         | Shenzhen   | 4 × 400 m   | Bronzo    | 3'05"61 |      |
| 2011 | Mondiali            | Taegu      | 4 × 400 m   | Argento   | 2'59"87 |      |
| 2012 | Campionati africani | Porto-Novo | 400 m piani | Bronzo    | 45"67   |      |
| 2012 | Campionati africani | Porto-Novo | 4 × 400 m   | Argento   | 3'04"01 |      |
| 2012 | Giochi olimpici     | Londra     | 4 × 400 m   | 7º        | 3'03"46 |      |